# Pingendorf
Pingendorf ist eine Ortschaft und eine Katastralgemeinde der Stadtgemeinde Drosendorf-Zissersdorf im Bezirk Horn im niederösterreichischen Waldviertel mit 24 Einwohnern (Stand 1. Jänner 2024).

## Geografie
Das Dorf befindet sich süchlich von Zissersdorf und wird von den Landesstraßen L1178 und L1179 erschlossen, die im Ort aufeinander treffen. Zur Ortschaft zählt auch die am Thumeritzer Bach liegende Eichmühle. Am 1. April 2020 umfasste die Ortschaft 22 Adressen.

## Geschichte
Die Bewohner waren mehr Waldbauern als Landbauern und erfreuten sich einer mittelmäßigen Bestiftung, schilderte Schweickhardt die Situation im 19. Jahrhundert. Sie betrieben Ackerbau und Viehzucht, wobei erstere Korn, Hafer und Erdäpfel abwarf. Das Vieh wurde auf Weiden gehalten. Im Jahr 1822 wurde der Ort als Dorf mit 16 Häusern genannt, das nach Zissersdorf eingepfarrt war, wohin auch die Kinder eingeschult wurden. Die Herrschaft Geras besaß die Ortsobrigkeit, besorgte die Konskription und hatte die Grundherrschaft inne. Die Landgerichtsbarkeit wurde von der Herrschaft Drosendorf ausgeübt.
Östlich des Ortes ragt der Schlot eines aufgelassenen Ziegelofens aus dem Acker. Dieser wurde einst von der Familie Köppl betrieben. Als erster Besitzer scheint 1890 Franz Köppl auf, der die Anlage vermutlich auch errichtete. 1915 wurde der Betrieb auf Maria Köppl überschrieben die ihn bis 1948 führte. 1949 scheint noch Ferdinand Dolezal auf, der den Ofen aber bereits nach einem Jahr stillegte.